# Lepanthes vulpina
Lepanthes vulpina är en orkidéart som beskrevs av Carlyle August Luer och Sijm. Lepanthes vulpina ingår i släktet Lepanthes och familjen orkidéer.
Artens utbredningsområde är Peru. Inga underarter finns listade i Catalogue of Life.